# The Creation of Woman
The Creation of Woman è un cortometraggio del 1960 scritto, diretto e prodotto da Charles F. Schwep.
È stato presentato in concorso al Festival di Cannes 1961 ed è stato candidato come miglior cortometraggio ai Premi Oscar 1961.
Si tratta della prima produzione dell'indiano Ismail Merchant, che l'anno successivo fonderà con il regista statunitense James Ivory la casa di produzione Merchant Ivory Productions.

## Trama
La divinità induista Brahmā crea l'Uomo, al quale affianca poi, per alleviarne la solitudine, una compagna femminile, la Donna.
L'Uomo trova impossibile vivere insieme alla Donna e si rivolge al dio di riprenderla con sé. Una volta tornato solo, scopre però di non riuscire nemmeno a vivere senza di lei e si appella nuovamente a Brahma per riaverla indietro.
Infine, di fronte a una nuova richiesta dell'Uomo di allontanare da lui la Donna, Brahma decide di recidere i legami con le sue creature (rappresentate come marionette) e di lasciarle vivere liberamente, senza interferire.

## Cast
In un primo momento lo stesso Merchant avrebbe dovuto recitare nel film, ma il regista preferì ingaggiare per il ruolo di protagonista il celebre danzatore indiano Bhaskar Roy Chowdhury, che curò anche le coreografie del film.

## Distribuzione
In Italia The Creation of Woman è stato distribuito come contenuto speciale del dvd Dolmen Home Video del 2004 del film Il capofamiglia (1963), primo lungometraggio prodotto dalla Merchant Ivory Productions.